# Better the Devil You Know
Better the Devil You Know är en låt skriven av Stock Aitken Waterman till Kylie Minogues album Rhythm of Love. Låten utgavs 1990 som singel. 
Kylie har framfört låten med bland andra Adam Garcia och Leon Jackson.